# دهستان دشتی اسماعیل‌خانی
دهستان دشتی اسماعیل‌خانی، از توابع بخش آب‌پخش شهرستان دشتستان در استان بوشهر ایران است.

## جمعیت
برآورد جمعیت آن ۱۳۵۴ نفر (سرشماری ۱۳۸۵) بوده‌است.

## توابع
بر اساس مصوبه دولت، دهستان دشتی اسماعیل‌خانی به مرکزیت روستای دشتی اسماعیل‌خانی از توابع استان بوشهر از ترکیب روستاها، مزارع و مکانهای: بصری، چم تنگ، تأسیسات گاز، بنارسلیمانی، بنه محمدعبداله خمیسی، پمپاژ چم تنگ ـ مکابری ـ قلعه سوخته، ، زردکی سفلی، احشام شمالی احشام شیخی، هفت جوش، سه کنار، دره دون ایجاد و تأسیس شده‌است.